# Нік Вуйчич
Нік Вуйчич (повне ім'я — Ніколас Джеймс Вуйчич; англ. Nicholas James Vujicic; нар. 4 грудня 1982, Мельбурн) — християнський проповідник, мотиваційний тренер та директор неприбуткової організації «Життя без кінцівок» (англ. Life Without Limbs). Народився без рук та ніг.

## Біографія

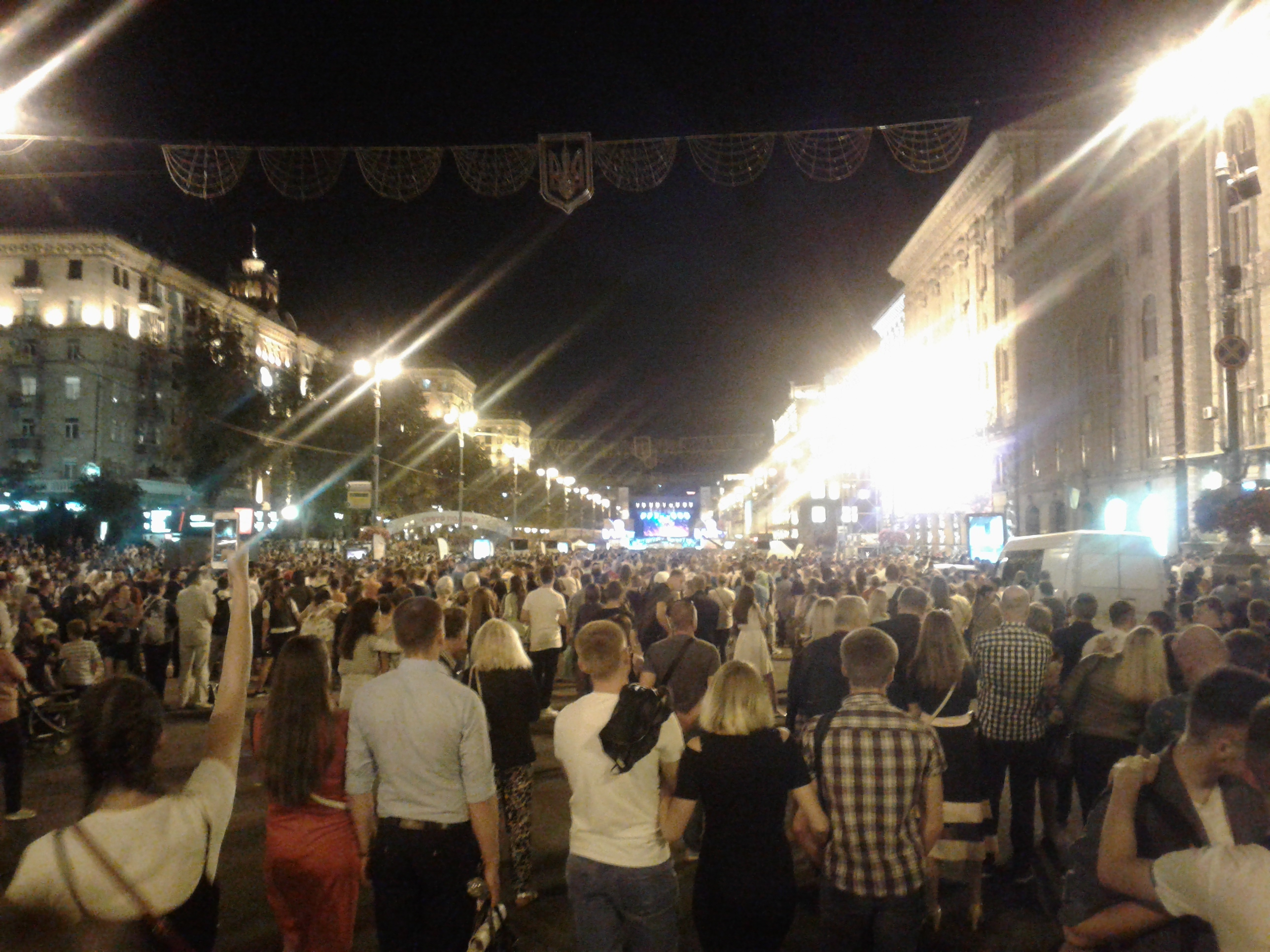
Під час виступу Ніка Вуйчича у Києві, 17 вересня 2017

Народився 4 грудня 1982 року в Мельбурні, Австралія в сім'ї сербських емігрантів і мав рідкісну патологію: у хлопчика були відсутні кінцівки — обидві руки й обидві ноги (частково була одна стопа з двома пальцями, що дозволило хлопчику в подальшому навчитися ходити, плавати, кататися на скейті, грати на комп'ютері і писати).
Закінчив Університет Гріффіта (Брисбен, Австралія) у 2004 році.
Отримав дві вищі освіти: фінансиста та бухгалтера.
У 2005 році був номінований на престижну премію «Молодий австралієць року». Цю нагороду в Австралії отримують за великі заслуги перед суспільством. А в 2009 році знявся у короткометражному фільмі «The Butterfly Circus» («Цирк метеликів»), де розповів про долю людини без кінцівок.
Вуйчич виступає з мотиваційними промовами у школах, університетах та інших організаціях по всьому світу. Бере участь у теле-шоу й пише книги. Його перша книга «Життя без обмежень» (Life Without Limits: Inspiration for a Ridiculously Good Life) вийшла в 2010 році й відразу ж стала бестселером. Далі були книги: «Нестримний. Неймовірна сила віри в дії» (2013), «Будь сильним. Ти можеш подолати насильство (і все, що заважає тобі жити)» (2014 р.), «Любов без меж. Шлях до приголомшливо сильної любові» (2015 р.).
Проживає в Каліфорнії, США.

## Особисте життя
12 лютого 2012 року одружився з Канае Міяхарі, а 14 лютого 2013 року в них народився син — Кійосі Джеймс Вуйчич. 7 серпня 2015 року — другий син Деян Леві Вуйчич. У грудні 2017 року у пари народилися дві дочки Олівія та Еллі.

## В Україні
Нік приїжджав до України у липні 2008 року до Тернополя, потім знову 7 квітня та 26 вересня 2016 року.
17 вересня 2017 року в Києві взяв участь у відзначенні Дня подяки і 500-річчя Реформації.

## Книги та публікації
- Life Without Limits: Inspiration for a Ridiculously Good Life (201; ISBN 978-0307589743
- Your Life Without Limits (2012); ISBN 978-0307731043
- Limitless: Devotions for a Ridiculously Good Life (2013); ISBN 978-0307730916
- Unstoppable: The Incredible Power of Faith in Action (2013); ISBN 978-0307730893
- The Power of Unstoppable Faith (2014); ISBN 978-1601426765
- Stand Strong (2015); ISBN 978-1601427823
- Love Without Limits (2016); ISBN 978-1601426185
- Be the Hands and Feet: Living Out God's Love for All His Children, 13 February 2018; ISBN 978-1601426208